# ブランペイン彗星
ブランペイン彗星 (ブランペインすいせい、289P/Blanpain) とは、1819年11月28日にフランス・マルセイユの天文家ジャン＝ジャック・ブランパン によって発見された周期彗星である。ブランペン彗星、ブランパン彗星とも表記する。過去に見失われ、小惑星として再発見された彗星・小惑星遷移天体でもある。

## 発見と行方不明
ブランパンは発見した彗星について「非常にかすかで、星雲と間違えるほど」だと報告した。同年12月5日にはジャン＝ルイ・ポンも独自に発見している。
ブランペイン彗星は11月20日に近日点を通過したはずだが、その後見失われた。ブランペイン彗星の軌道は、近日点距離は1億3300万km(0.8923AU)、遠日点距離は7億5300万km(5.0318AU)であり、5.1年ごとに回帰する短周期彗星と計算されていた。そのため、ブランペイン彗星の符号は、見失われた彗星を示すDがついたD/1819 W1となっていた。

## 再発見
2003年10月25日に、カタリナ・スカイサーベイが地球近傍天体のアポロ群小惑星2003 WY25を検出した。このとき地球には月までの距離から約10倍まで接近した。2005年になって、この小惑星の軌道はブランペイン彗星と非常に似ている事がわかった。だがこの時点ではブランペイン彗星と2003 WY25は同一の天体であると考えられていたが、彗星としても小惑星としても確定番号は付与されなかった。
| 要素           | ブランペイン彗星 | 2003 WY25 |
| -------------- | ---------------- | --------- |
| 近日点距離(AU) | 0.89232          | 0.96163   |
| 軌道長半径(AU) | 2.9621           | 3.0485    |
| 遠日点距離(AU) | 5.0318           | 5.1353    |
| 離心率         | 0.69875          | 0.68455   |
| 公転周期(日)   | 1862.8           | 1944.1    |
| 軌道傾斜角(°)  | 9.1081           | 5.9011    |

なお、ブランペイン彗星と2003 WY25を同一の天体とみなした場合、1819年の近日点通過時に放出したダストトレイルが、1956年12月5日に突発的に出現したほうおう座流星群の母天体になるという事で説明がつく。
その後、2005年にデビッド・C・ジューイットがマウナケアにあるハワイ大学2.2m望遠鏡で2003 WY25を観測したところ、非常に微かな尾が認められた。
そして2013年7月4日、マウイ島・ハレアカラ山にあるパンスターズのPS1で撮影した写真から20.1等級の彗星が発見され、軌道を計算したところブランペイン彗星及び2003 WY25のものと一致した。こうして、ブランペイン彗星は正式に周期彗星として認定され、番号が付けられた。

### 幻の流星雨
日本の南極観測船である「宗谷」が、日本初の南極観測隊と共に南極を目指して航行中、南インド洋上で1956年12月5日、ほうおう座付近を放射点とした盛大な流星雨が目撃された。隊員の観測により、その数は1時間あたり300個にも達したと報告されている。オーストラリアでも1時間あたり100個の流星が観測された。しかし、大規模なものはこの年一度しか観測されておらず、「幻の流星雨」として語られてきた。「ほうおう座流星群」とされたこの流星雨は1957年に、1819年の最初の発見以降行方不明のブランペイン彗星に母彗星の可能性があると指摘された。
2003年に、ブランペイン彗星とほぼ一致する軌道を持つアポロ型小惑星2003 WY25がカタリナ・スカイサーベイによって発見され、2005年に、同じ天体だとほぼ同定された。
2014年12月2日、国立天文台を中心とした研究チームは、小惑星2003 WY25の軌道を計算することによってほうおう座流星群の出現を予測することに成功し、スペイン領カナリア諸島において、宗谷の遭遇から実に58年ぶりとなる同流星群の観測に成功したと発表した。

## 衝突の可能性
ブランペイン彗星は潜在的に危険な天体 (PHO) である。近日点が地球軌道、遠日点が木星軌道とほぼ接しているブランペイン彗星は、地球、火星、木星との衝突可能性を潜在的に秘めている。近年で最も接近するのは、地球には2003年12月11日に372万km(0.0249AU)まで、木星には1995年7月17日に3570万km(0.2387AU)まで接近した。火星には2067年9月27日に317万km(0.0212AU)まで接近する予定である。かつては小惑星と思われていた2003 WY25が潜在的に危険な小惑星 (PHA) に分類されていたが、彗星と同一であると確定されたため、PHAではなくなったが、PHOである事に変わりはない。